# Jüdischer Friedhof (Ludza)

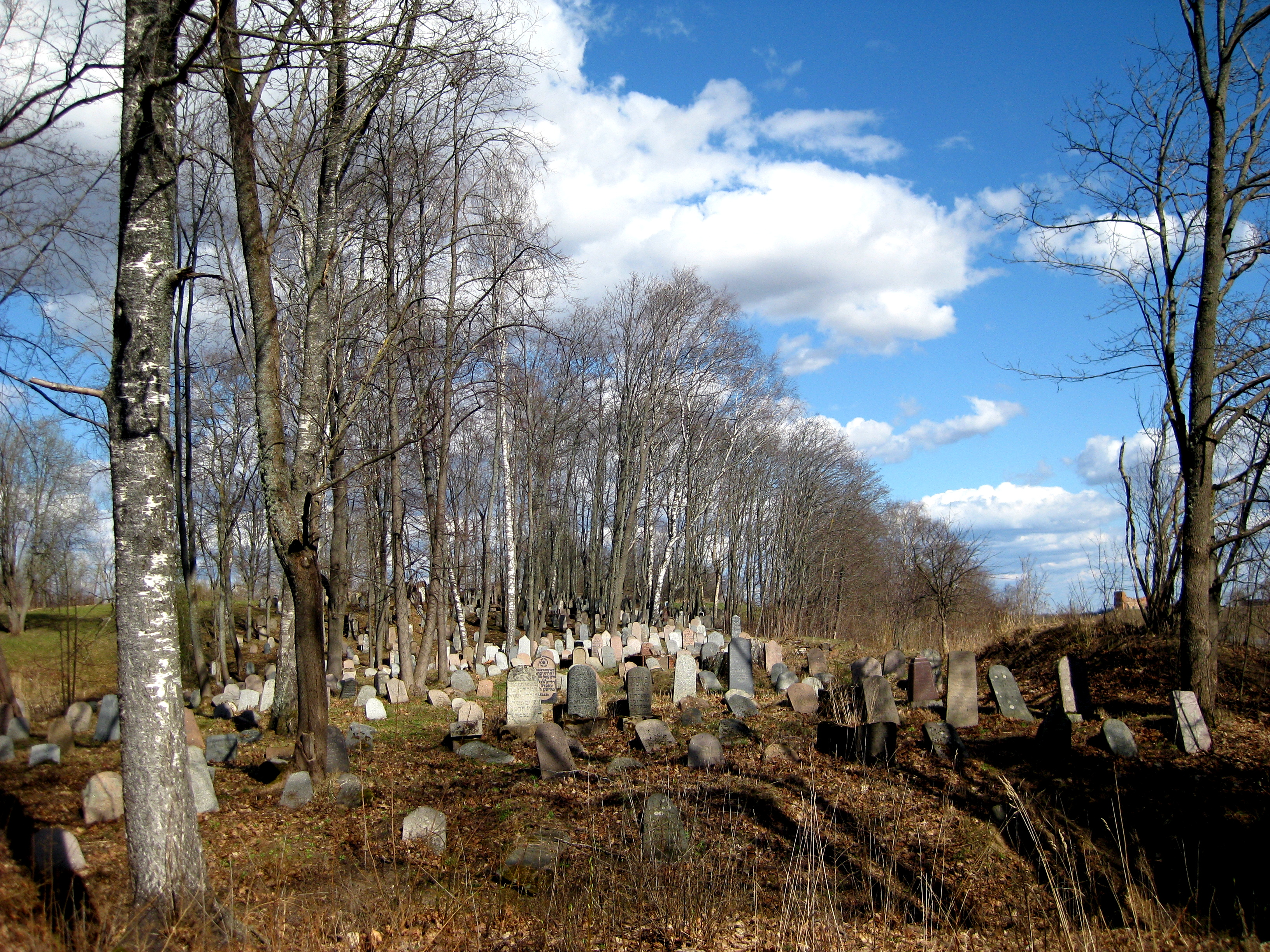
Jüdischer Friedhof Ludza (2013)

Der Jüdische Friedhof Ludza in Ludza (deutsch Ludsen), einer Stadt in Lettgallen in Lettland, wurde zu Beginn des 18. Jahrhunderts angelegt.

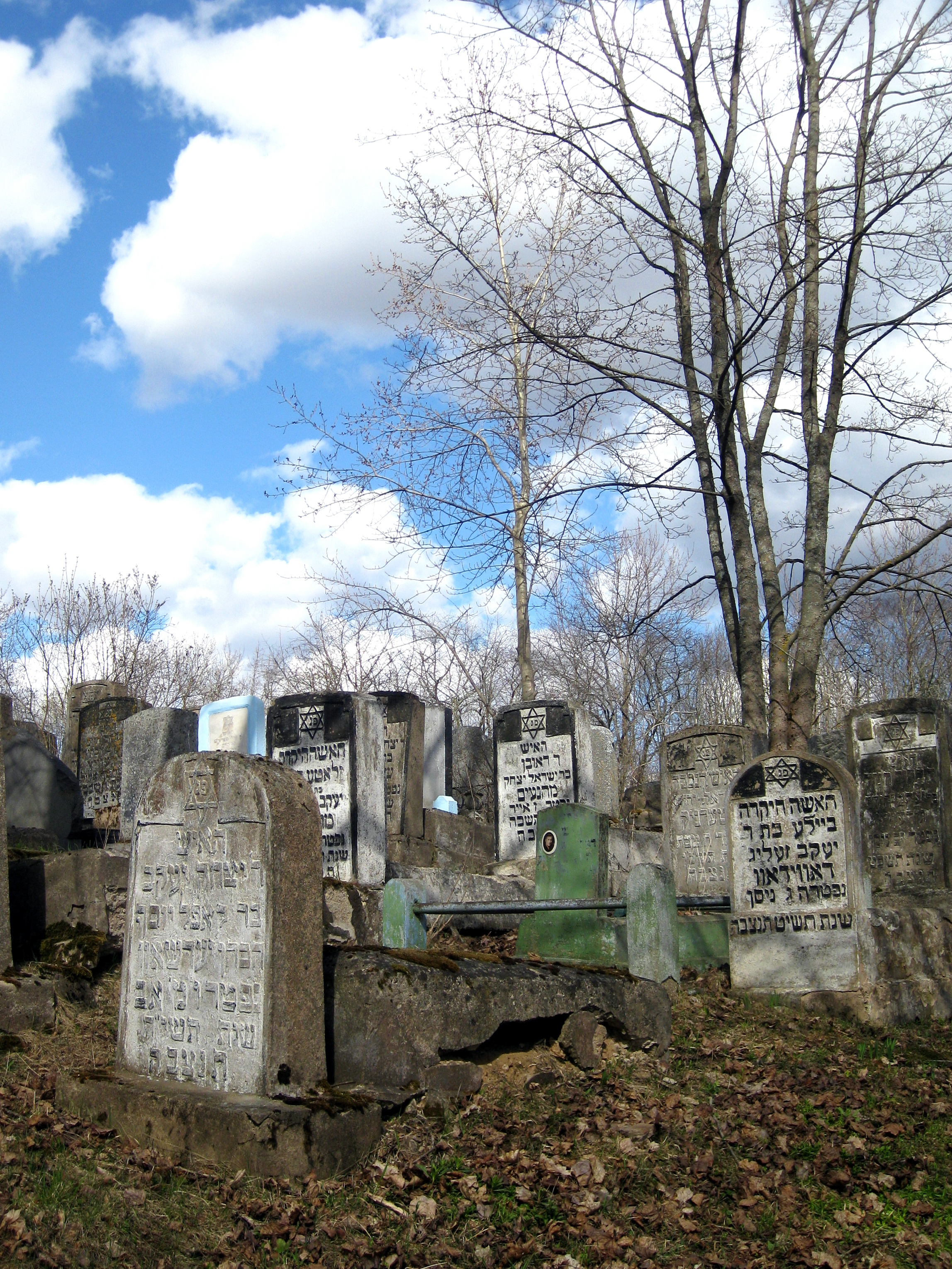
Jüdischer Friedhof Ludza (2013)

Der Jüdische Friedhof befindet sich an der J. Soikāna iela. Es sind zahlreiche Grabsteine erhalten.